# 데일리 텔레그래프
《데일리 텔레그래프》(The Daily Telegraph)는 영국 및 세계 각국에서 발간되는 일간 신문이다. 1855년 《데일리 텔레그래프 앤드 쿠리어》(Daily Telegraph and Courier)라는 이름으로 콜로넬 아서 B. 슬레이가 처음 창간하였다. 《데일리 텔레그래프》는 영국의 일간 신문 중 9번째로 많은 발행부수를 기록하고 있다. 캐나다 출신의 언론재벌 콘래드 블랙이 소유하고 있는 신문사다.
2009년 1월 《데일리 텔레그래프》는 영국 내 브로드시트 신문 중 가장 많은 판매량을 기록했으며, 공식적으로 확인된 일일 평균 발행부수는 842,912부였다. 다른 경쟁 신문의 경우 《타임스》가 617,483부, 《가디언》이 358,844부, 그리고 《인디펜던트》가 215,504부였다. 2005년 MORI의 조사에 따르면, 《데일리 텔레그래프》의 독자 중 64%가 다가오는 선거에서 보수당을 지지할 것이라고 응답했다.

## 같이 보기
- 오래된 신문 목록
- 언론의 역사